# Oberostendorf
Oberostendorf település Németországban, azon belül Bajorországban. Lakosainak száma 1537 fő (2023. december 31.).

## Népesség
A település népessége az elmúlt években az alábbi módon változott:
| Lakosok száma | 279  | 598  | 663  | 1158 | 1312 | 1331 | 1378 | 1389 | 1522 | 1537 |
|               | 1875 | 1950 | 1975 | 1987 | 2012 | 2014 | 2016 | 2017 | 2021 | 2023 |